# Mytichtchi
Mytichtchi (en russe : Мытищи) est une ville de l'oblast de Moscou, en Russie. Sa population s'élevait à 183 224 habitants en 2014.

## Géographie
Mytichtchi est située dans la banlieue nord-est de Moscou, à 19 km du centre de la capitale.

## Histoire
Mytichtchi est mentionnée pour la première fois comme le village de Iaouzskoïe mytichtche (en russe : Я́узское мы́тище) en 1460 (à partir du XIXe siècle - Bolchie Mytichtchi en russe : Большие Мытищи, ou Grand Mytichtchi) . Le nom vient de la taxe commerciale (myt (ru), Мыт) sur le portage ou volok des navires marchands entre la rivière Iaouza et la Kliazma. Mytichtchi a le statut de ville depuis 1925.

## Population
Recensements (*) ou estimations de la population :
| 1926*  | 1939*  | 1959*  | 1970*   | 1979*   | 1989*   |
| ------ | ------ | ------ | ------- | ------- | ------- |
| 10 417 | 60 118 | 98 606 | 118 653 | 140 656 | 154 068 |

| 2002*   | 2010*   | 2012    | 2013    | 2014    | - |
| ------- | ------- | ------- | ------- | ------- | - |
| 159 900 | 173 160 | 174 971 | 178 672 | 183 224 | - |

## Culture
Depuis 1962, la ville abrite le musée d'histoire et d'art de Mytichtchi.

## Économie
Aujourd'hui, Mytichtchi est une ville industrielle de la banlieue de Moscou. Le secteur principal est la construction mécanique. L'établissement industriel le plus connu de la ville est l'usine de voitures de métro Metrovagonmach, du groupe Transmach. Fondée en 1897, cette usine emploie 5 700 salariés et a équipé le réseau du métro de Moscou et de nombreuses autres villes. D'autres entreprises fabriquent des câbles et des machines.

## Villes jumelées
- Tchernihiv (Ukraine)
- Nymburk (Tchéquie)
- Gabrovo (Bulgarie)
- Jodzina (Biélorussie)
- Baranavitchy (Biélorussie)
- Baryssaw (Biélorussie)
- Panevėžys (Lituanie)
- Płock (Pologne)

## Sport
L'équipe de hockey sur glace de l'Atlant Mytichtchi évolue dans la Ligue continentale de hockey.